# Lucian Itu
Lucian Itu (sinh ngày 8 tháng 9 năm 1978) là một cầu thủ bóng đá người România hiện tại thi đấu cho đội bóng Liga III Metalurgistul Cugir.